# Këkht Aräkh
Këkht Aräkh — український сольний блек-метал проект, заснований у Миколаєві, ударником пост-блек-метал гурту Cuckoo's Nest.

## Музичний стиль
Музику колективу описують як пост-рок з сирими блек-метал рифами та вінтажним продюсуваням. Також стиль проєкту називають експериментальним та «поклоном» другій хвилі блек-металу.

## Дискографія
Студійні альбоми
- Night & Love (2019)
- Pale Swordsman (2021)

Міні-альбоми
- Through the Branches to Eternity (2018)

Сингли
- «Dröm Sång» (2024)

- «Sorrow» (2018)
- «Through the Branches to Eternity» (2018)
- «Thorns» (2020)
- «Wanderer» (2023)

## Учасники
Теперішній склад
- Дмитро «Crying Orc» Марченко — вокал, гітара, бас, ударні, клавішні (2018—дотепер)